# La Bohème
Pour les articles homonymes, voir La Bohème (homonymie).
Ne pas confondre avec La Bohème de Ruggero Leoncavallo
Personnages
- Rodolfo, poète (ténor)
- Mimì, couturière (soprano)
- Marcello, peintre (baryton)
- Schaunard, musicien (baryton)
- Colline, philosophe (basse)
- Musetta, chanteuse (soprano)
- Benoît, propriétaire (basse)
- Alcindoro, conseiller d'État (basse)
- Parpignol, vendeur de jouets (ténor)
- Un sergent des douanes (basse)
- Étudiants, ouvrières, vendeurs de rue, soldats, serveurs, enfants

Airs
- « Che gelida manina » - Rodolfo (I)
- « Mi chiamano Mimì » - Mimì (I)
- « O Soave Fanciulla » - Rodolfo et Mimì (I)
- « Quando men vo » - Musetta (II)
- « Donde lieta uscì al tuo grido d'amore » - Mimì (III)
- « O Mimì, tu più non torni » - Rodolfo, Marcello  (IV)
- « Vecchia zimarra » - Colline  (IV)
- « Sono andati? Fingevo di dormire » - Mimì (IV)

La Bohème (titre original orthotypographié La bohème en italien) est un opéra italien en quatre actes (qu'il appelle tableaux) de Giacomo Puccini, sur un livret en italien de Giacosa et Illica, d’après le roman d’Henri Murger, Scènes de la vie de bohème, et son adaptation théâtrale La Vie de bohème. Composé entre 1892 et 1895, il fut créé le 1er février 1896 au Teatro Regio de Turin, sous la direction d'Arturo Toscanini.
L'œuvre ne doit pas être confondue avec l'opéra homonyme de Ruggero Leoncavallo, créé l'année suivante et qui est rarement représenté.

## Argument
La Bohème ne comporte que quelques mesures d'ouverture. L'action se déroule à Paris en 1830 et 1831, sur le thème de la « vie de bohème ».

### Premier tableau
Dans une mansarde parisienne.

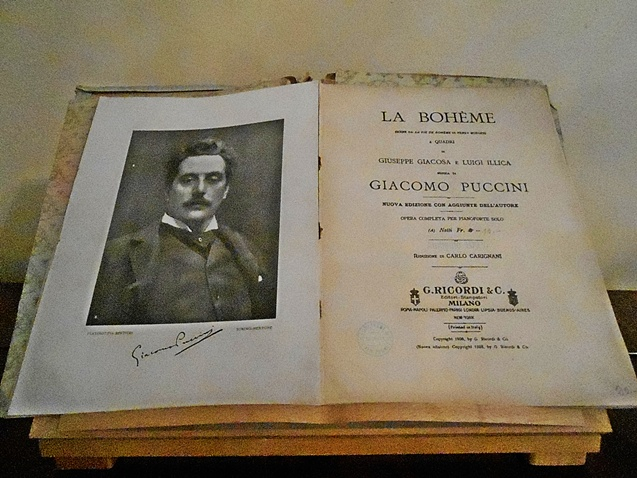
Partition de l'opéra La Bohème de Giacomo Puccini

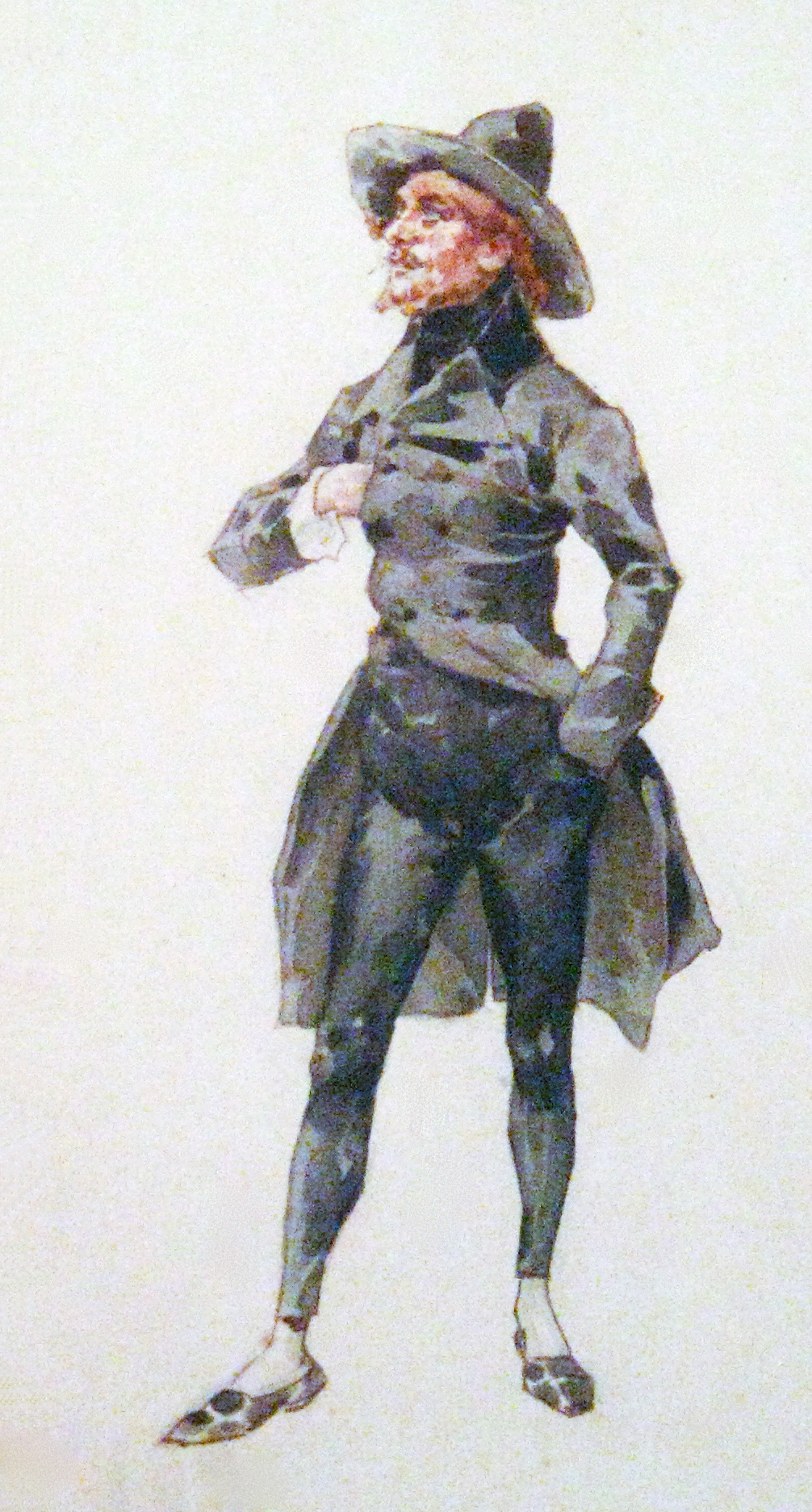
Le poète Rodolfo

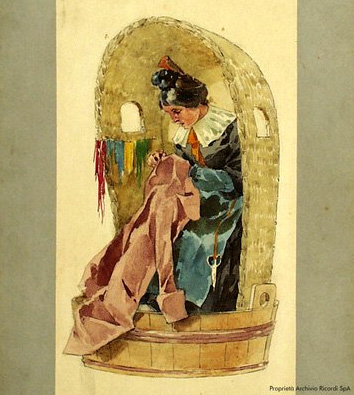
La brodeuse couturière Mimì

Rodolfo, Marcello, Schaunard et Colline, quatre artistes de la « bohème », partagent une mansarde insalubre. Rodolfo est poète alors que Marcello, artiste peintre, entretient une liaison avec la belle et riche Musetta. Ils doivent payer le loyer mais ils n'ont plus un sou.
Marcello est en train de peindre pendant que Rodolfo regarde par la fenêtre. Afin de se réchauffer, ils brûlent le drame de Rodolfo, encore à l'état de manuscrit. Colline, le philosophe, entre, en colère. Il n'a pas réussi à mettre en gage ses livres. Schaunard, le musicien arrive dans la pièce avec nourriture, cigares, argent, fruits d'un travail avec un excentrique gentleman anglais. En train de se jeter sur la nourriture, les autres l'écoutent difficilement raconter son histoire. Schaunard les interrompt. Il repousse le repas en déclarant qu'ils vont plutôt aller fêter leur bonne fortune en dînant au Café Momus.
Alors qu'ils boivent, le propriétaire, Benoît, fait son apparition avec l'intention de collecter le loyer. Ils le saoulent. Benoît en vient à raconter ses amours et à révéler l'existence d'une maîtresse, alors qu'il est marié. Feignant une grande indignation, les locataires le mettent dehors.
Rodolfo reste seul pour finir un article qu'il doit rendre sous peu. Ses trois amis sont descendus et l'attendent. Une femme frappe à la porte. C'est une voisine. Elle demande de l'aide car sa bougie s'est éteinte et qu'elle n'a pas d'allumettes. Sa chandelle rallumée, elle se rend compte qu'elle vient de perdre sa clé. Les deux bougies s'éteignent. Les voisins se retrouvent plongés dans l'obscurité. Rodolfo empoche la clé car il désire passer plus de temps avec cette femme. Il se saisit de la main glacée de sa voisine, se présente et déclare son amour (« Che gelida manina/Quelle petite main glacée »). Mimì, c'est en fait le surnom de cette femme, lui répond sur le même mode (« Mi chiamano Mimì/Ils m'appellent Mimi »). En bas, les amis de Rodolfo s'impatientent. Rodolfo suggère de rester dans la mansarde mais Mimi décide de l'accompagner. L'acte se clôt par la sortie du couple de l'appartement dans un duo d'amour (« O Soave Fanciulla/O douce jeune fille »).

### Deuxième tableau
Dans le Quartier latin.

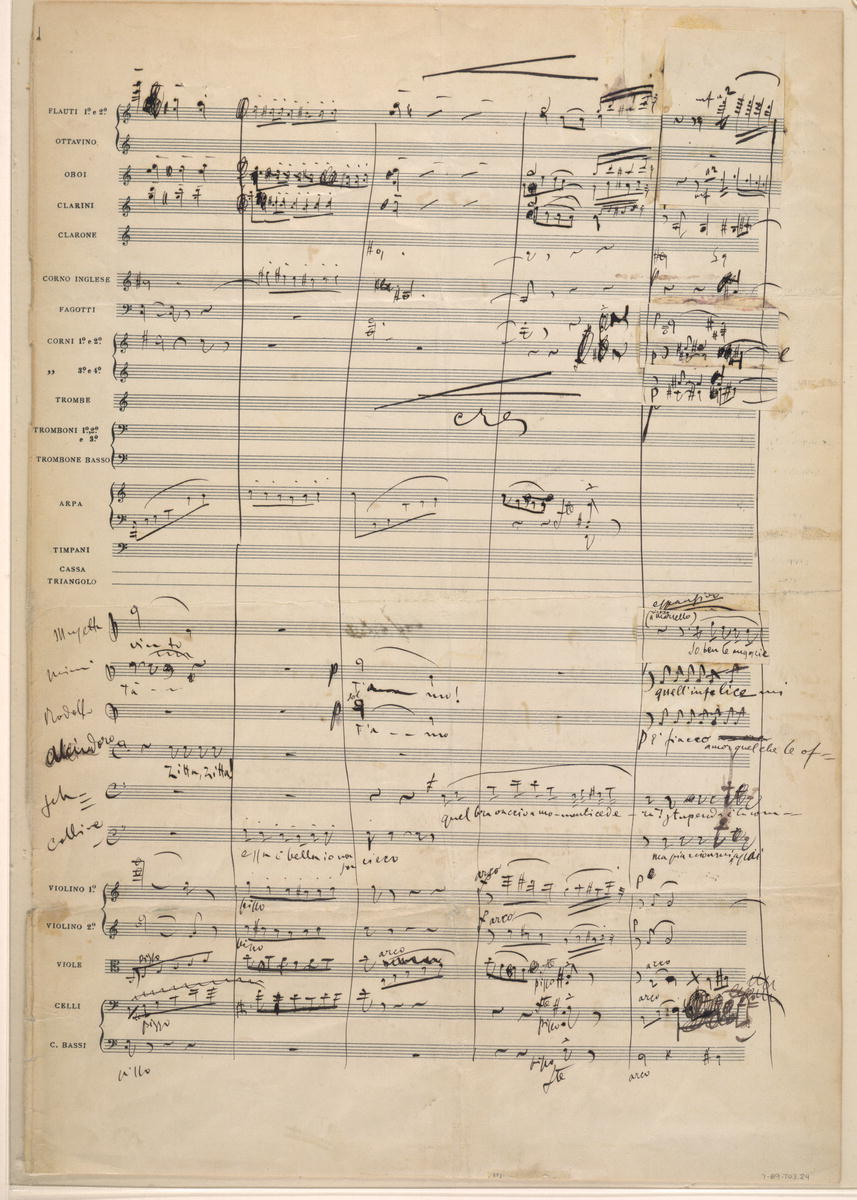
Autographe du sextuor, acte II.

Une grande foule s'est pressée, des vendeurs de rue essaient de retenir l'attention (Chœur « Aranci, datteri! Caldi i marroni/Oranges, dattes! Marrons chauds »). Les amis apparaissent, pleins de gaieté. Rodolfo achète à Mimì un bonnet. Des Parisiens bavardent avec des amis et marchandent avec les vendeurs, des enfants s'exclament devant les jouets de Parpignol. Les amis entrent au Café Momus.

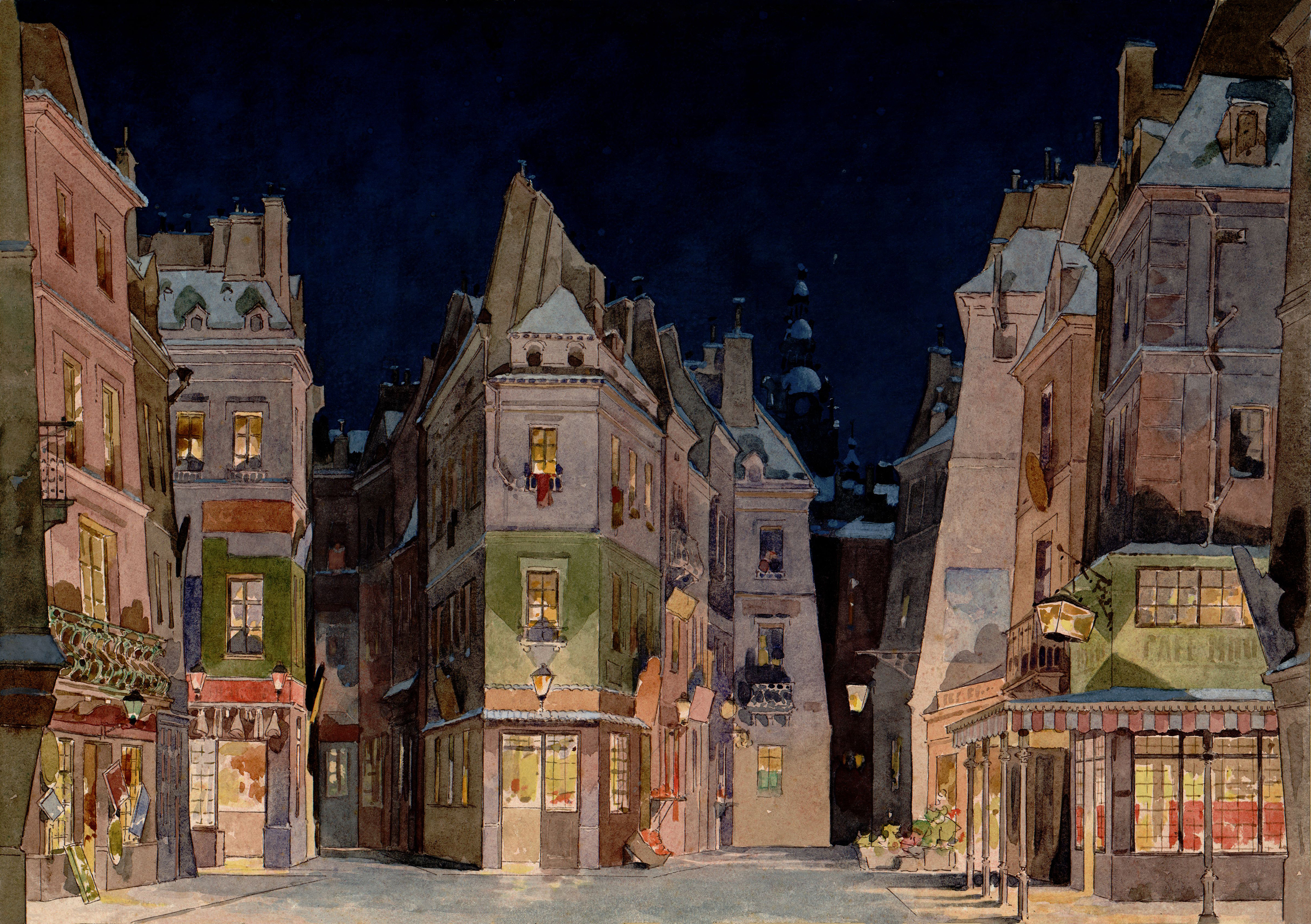
Adolf Hohenstein, croquis de la première représentation (deuxième tableau).

Tandis qu'ils dînent au Café, Musetta, autrefois la maîtresse de Marcello, arrive avec un riche et vieux conseiller d'État, Alcindoro. Elle parle à ce dernier comme à un petit animal. Il est évident qu'elle est lassée de lui. À la joie des Parisiens et, pour le plonger dans l'embarras, elle entonne une chanson osée « Quando men vo/Quand je vais le long ». Elle espère retenir l'attention de Marcello et y réussit pleinement : Marcello n'en peut plus de jalousie. Afin d'être débarrassée d'Alcindoro pour un moment, Musetta prétend souffrir d'un pied et l'envoie chez le cordonnier. Durant l'ensemble qui suit, Musetta et Marcello tombent dans les bras l'un de l'autre et se réconcilient.
L'addition est présentée aux protagonistes. À leur consternation, ils se rendent compte que l'argent de Schaunard ne suffit pas. Musetta, rusée, met l'addition complète sur le compte d'Alcindoro. Un bruit de soldats se fait entendre. Marcello et Colline s'emparent de Musetta et la portent sur leurs épaules alors que la foule applaudit. Lorsque tous ont disparu, Alcindoro est de retour avec la chaussure réparée, tout en cherchant Musetta. Le serveur lui présente la facture. Alcindoro, devant la somme réclamée, s'effondre dans un fauteuil.

### Troisième tableau
À la Barrière d'Enfer.

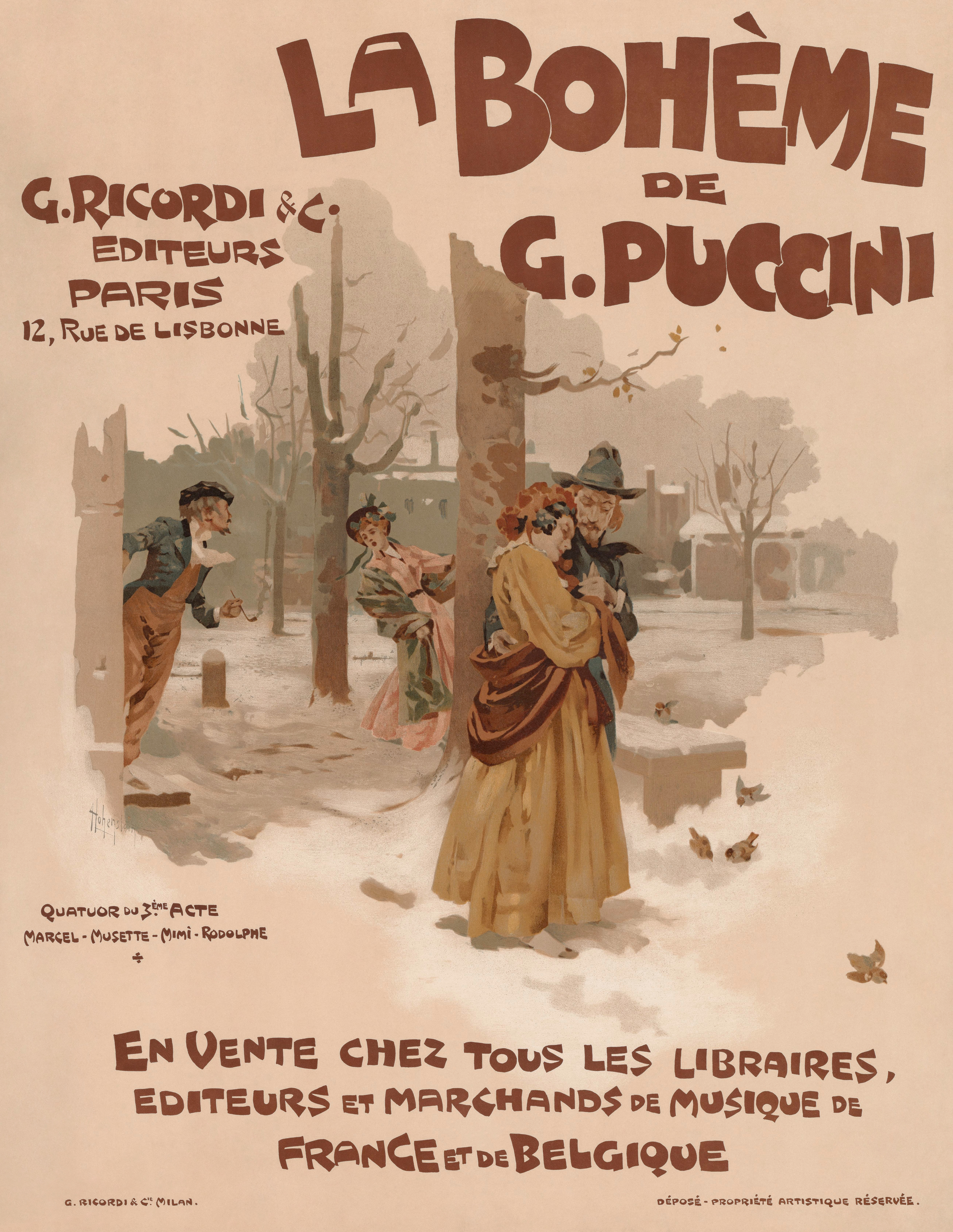
Affiche de 1895 pour la Bohème, au troisième tableau.

Des camelots franchissent les barrières et entrent dans la ville. Parmi eux se trouve Mimì, toussant violemment. Elle est à la recherche de Marcello, qui vit dans une petite taverne. Il peint pour le propriétaire des lieux. Mimì lui raconte ses difficultés avec Rodolfo, qui l'a quittée cette nuit (« O buon Marcello, aiuto!/Bon Marcello, aide! »). Marcello lui révèle que Rodolfo est endormi à l'intérieur. Cependant celui-ci vient juste de se lever et cherche son ami. Mimì se cache et écoute Rodolfo raconter à Marcello qu'il est parti parce que Mimì n'arrête pas de jouer les coquettes. Mais, finalement, il avoue la véritable raison : il craint que sa compagne ne soit atteinte d'une maladie la dévastant lentement (sûrement la tuberculose). Rodolfo, trop pauvre, ne peut se révéler d'aucun secours pour elle. Il espère que sa rudesse va amener Mimì à chercher un autre homme, plus fortuné. Mimì, qui a tout entendu, ne peut s'empêcher, en toussant, de révéler sa présence. Rodolfo et Mimì chantent leur amour perdu. Ils élaborent des projets pour se séparer amicalement (Mimì : « Donde lieta uscì/D'où il est content qu'il soit sorti »), mais leur amour est trop fort. Ils en arrivent à un compromis : ils se sépareront au printemps, à la saison des fleurs. Pendant ce temps, Marcello a rejoint Musetta, et le couple se dispute avec férocité (Quatuor Mimì, Rodolfo, Musetta, Marcello : « Addio dolce svegliare alla mattina!/Au revoir doux réveil du matin! »).

### Quatrième tableau
De retour dans la mansarde.

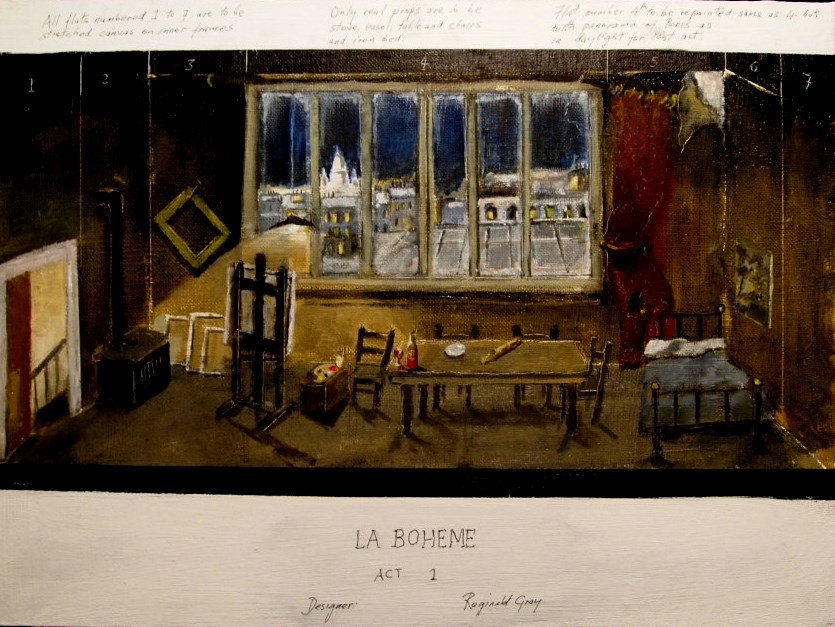
La mansarde

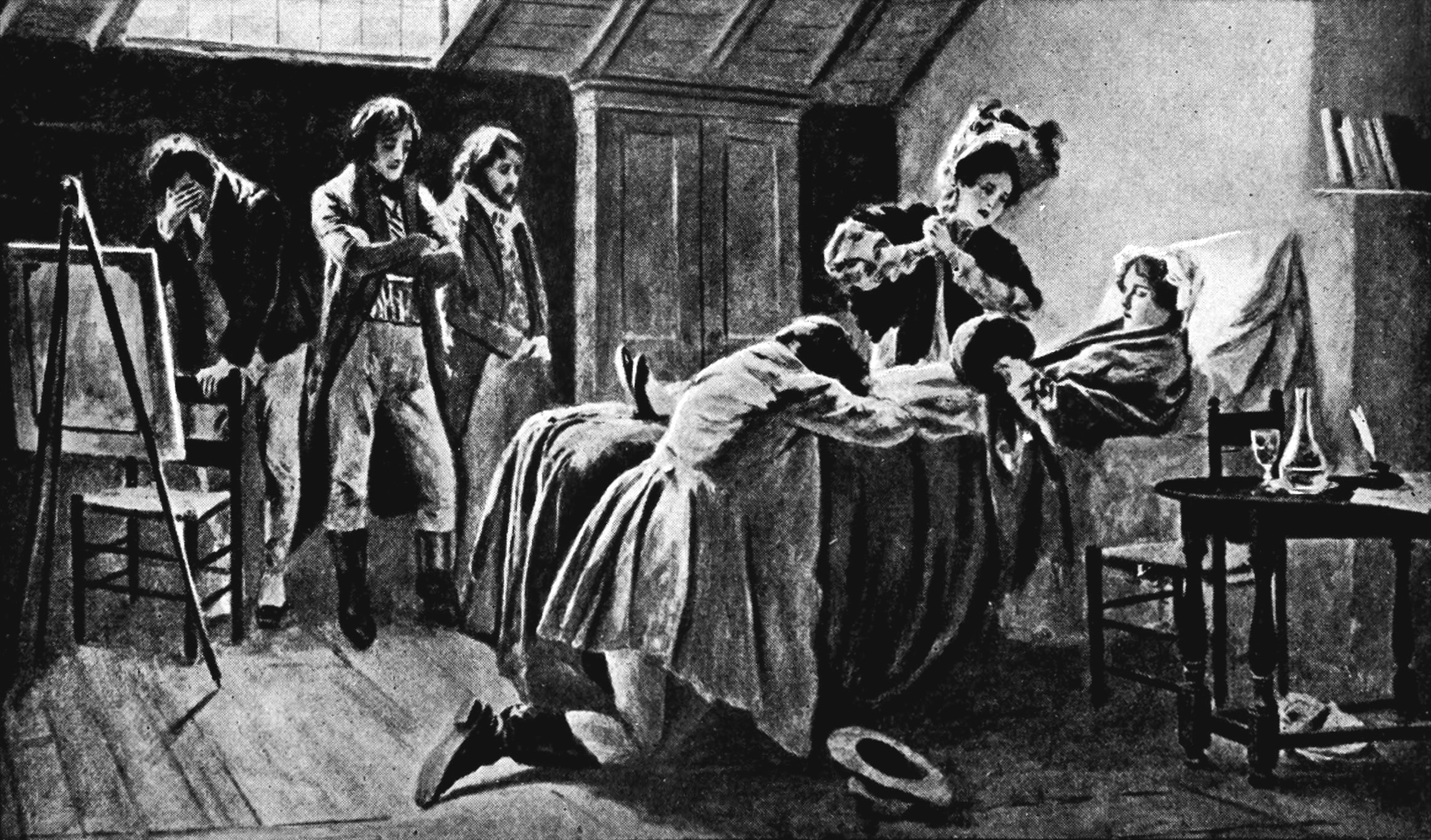

Marcello et Rodolfo sont apparemment en train de travailler. En fait, ils ressassent la perte de leurs amours (Duo: "O Mimì, tu più non torni/O Mimi, tu ne reviens plus"). Schaunard et Colline arrivent avec un dîner frugal et tous font semblant d'être attablés à un mirifique banquet. Ils dansent et chantent. Musetta arrive et apporte des nouvelles : Mimì, qui avait pris un riche protecteur, vient de le quitter. Musetta l'a trouvée errant par les rues, sévèrement affaiblie par sa maladie. Elle la ramène dans la mansarde. Mimì est installée dans un fauteuil. Marcello et Musetta partent céder les boucles d'oreille de cette dernière pour acheter un remède. Colline va lui aussi mettre son pardessus en gage (Colline: "Vecchia zimarra/Vieux manteau"). Schaunard, pressé par Colline, quitte lui aussi la pièce en silence pour laisser Mimì et Rodolfo ensemble. Seuls, ils se rappellent leur bonheur passé. (Duo, Mimì et Rodolfo: "Sono andati ?/Sont-ils partis?"). Ils revivent leur première rencontre - les bougies, la perte de la clé... Pour la plus grande joie de Mimì, Rodolfo lui montre le petit chapeau qu'il lui avait acheté. Il l'avait gardé en souvenir. Les autres reviennent avec un manchon pour réchauffer ses mains et des médicaments. Ils avertissent Rodolfo qu'ils ont appelé un médecin, mais Mimì est déjà évanouie. Alors que Musetta prie, Schaunard voit Mimì et croit qu’elle est déjà décédée. Rodolfo devine ce qui va arriver ensuite. Il crie avec désespoir le prénom de son amour.

## Structure de l'œuvre

### Airs principaux
- « Che gelida manina/Quelle petite main glacée » - Rodolfo (tableau I)
- « Mi chiamano Mimì/Ils m'appellent Mimi » - Mimì (tableau I)
- « O Soave Fanciulla/O douce jeune fille » - Rodolfo et Mimì (tableau I)
- « Quando men vo/Quand j'étais là bas » - Musetta (tableau II)
- « Donde lieta uscì al tuo grido d'amore/D'où il a plu à ton cri d'amour » - Mimì (tableau III)
- « O Mimì, tu più non torni/O Mimi, tu ne reviens plus » - Rodolfo, Marcello (tableau IV)
- « Vecchia zimarra/Vieux manteau » - Colline (tableau IV)
- « Sono andati? Fingevo di dormire/Sont-ils partis? J'ai fait semblant de dormir » - Mimì (tableau IV)

### Distribution
| Personnages                                                               | Tessitures | Création, 1er février 1896 (Chef d'orchestre: Arturo Toscanini) | Première en France, 13 juin 1898 à l'Opéra-Comique |
| ------------------------------------------------------------------------- | ---------- | --------------------------------------------------------------- | -------------------------------------------------- |
| Rodolfo, poète                                                            | ténor      | Evan Gorga                                                      | Adolphe Maréchal                                   |
| Mimì, couturière                                                          | soprano    | Cesira Ferrani                                                  | Julia Guiraudon                                    |
| Marcello, peintre                                                         | baryton    | Tieste Wilmant                                                  | Max Bouvet                                         |
| Schaunard, musicien                                                       | baryton    | Antonio Pini-Corsi                                              | Lucien Fugère                                      |
| Colline, philosophe                                                       | basse      | Michele Mazzara                                                 | Jacques Isnardon                                   |
| Musetta, chanteuse                                                        | soprano    | Camilla Pasini                                                  | Jeanne Tiphaine                                    |
| Benoît, propriétaire                                                      | basse      | Alessandro Polonini                                             | Hippolyte Belhomme                                 |
| Alcindoro, conseiller d'État                                              | basse      | Alessandro Polonini                                             |                                                    |
| Parpignol, vendeur de jouets                                              | ténor      | Dante Zucchi                                                    |                                                    |
| Un sergent des douanes                                                    | basse      | Felice Fogli                                                    |                                                    |
| Étudiants, ouvrières, vendeurs de rue, soldats, serveurs, enfants (chœur) |            |                                                                 |                                                    |

### Orchestration
| Instrumentation de La Bohème                                                                                      |
| Cordes |
| Violons I et II, altos, violoncelles, contrebasse, 1 harpe                                                        |
| Bois |
| 2 flûtes traversières, piccolo, 2 hautbois, 1 cor anglais, 2 clarinettes, 1 clarinette basse, 2 bassons           |
| Cuivres |
| 4 cors d'harmonie, 3 trompettes, 3 trombones, 1 trombone basse                                                    |
| Percussions |
| Timbales (musique classique), tambour, triangle, cymbale, grosse caisse, xylophone, glockenspiel, cloches, verres |

## Discographie et vidéographie sélective
- 1946 - Licia Albanese (Mimi), Jan Peerce (Rodolfo), Anne McKnight (Musetta), Francesco Valentino (Marcello), Chœur et Orchestre de la NBC, Arturo Toscanini (dir.) - RCA - performance spéciale pour les cinquante ans de la première de 1896.
- 1956 - Victoria de los Angeles (Mimi), Jussi Björling (Rodolfo), Lucine Amara (Musetta), Robert Merrill (Marcello) - Chœur et orchestre de la RCA Victor, Thomas Beecham (dir.) - RCA
- 1956 - Maria Callas (Mimi), Giuseppe Di Stefano (Rodolfo), Anna Moffo (Musetta), Rolando Panerai (Marcello), Chœur et orchestre de la Scala de MIlan, Antonino Votto (dir.) - EMI
- 1958 - Renata Tebaldi (Mimi), Carlo Bergonzi (Rodolfo), Gianna D'Angelo (Musetta), Ettore Bastianini (Marcello) - Chœur et orchestred e l'Académie Sainte cécile de Rome, Tullio Serafin, dir.- DECCA
- 1961 - Anna Moffo (Mimi), Richard Tucker (Rodolfo), Mary Costa (Musetta), Robert Merrill (Marcello) - Chœur et orchestre de l'Opéra de Rome, Erich Leinsdorf (dir.) - RCA
- 1963 - Mirella Freni (Mimi), Nicolai Gedda (Rodolfo), Mariella Adani (Musetta), Mario Sereni (Marcello) - Chœur et orchestre de l'Opéra de Rome, Thomas Schippers (dir.) - EMI
- 1973 - Mirella Freni (Mimi), Luciano Pavarotti (Rodolfo), Elizabeth Harwood (Musetta), Rolando Panerai (Marcello) - Chœur et orchestre Philharmonique de Berlin, Herbert von Karajan (dir.) - DECCA
- 1979 - Katia Ricciarelli (Mimi), José Carreras (Rodolfo), Ashley Putnam (Musetta), Ingvar Wixell (Marcello) - Orchestre et Chœurs du Royal Opera House, Sir Colin Davis (dir.) - Philips (rééd. 1987 2CD Philips Classics)
- 2003 - Angela Gheorghiu (Mimi), Roberto Alagna (Rodolfo) - Chœur et orchestre de La Scala de Milan, Ricardo Chailly (dir.) - DECCA
- 2011 - Virginia Tola (Mimi), Enrique Ferrer (Rodolfo), Agnieszka Slawińska (Musetta), Thomas Oliemans (Marcello), Jean Meyer et la maîtrise de l'Onr (enfants) - Chœur de l'Orchestre Philharmonique de Strasbourg, Orchestre Symphonique de Mulhouse - Direction musical Stefano Ranzani - Onr (Opéra national du Rhin)
- 2011 - Takesha Meshé Kizart (Mimi), Ji-Min Park (Rodolfo), Taryn Fiebig (Musetta), José Carbo (Marcello), Michael Black, Opera Australia Chorus (enfants) - Australian Opera and Ballet Orchestra - Direction musical Shao-Chia Lü.
- 2012 - Anna Netrebko (Mimi), Piotr Beczała (Rodolfo), Massimo Cavaletti (Marcello), Nino Machaidze (Musetta) - Misę en scenę de Damiano Michieletto - Festival de Salzbourg - DVD
- 2017 - France Bellemare (Mimi) - Luc Robert (Rodolfo) - Lucia Cesaroni (Musetta) - Justin Welsh (Marcello) - Opéra de Montréal / Orchestre Métropolitain de Montréal[3]

## Adaptations

### Cinéma
- 1926 : La Bohème, réalisé par King Vidor
- 1965 : La Bohème, réalisé par Franco Zefirelli, avec Mirella Freni (Mimi) et Gianni Raimondi (Rodolfo)
- 1988 : La Bohème, réalisé par Luigi Comencini, avec Barbara Hendricks (Mimì), José Carreras (Rodolfo, voix) et Luca Canonici (Rodolfo, jeu)[4]

- 2009 : La Bohème, réalisé par Robert Dornhelm, avec Rolando Villazon (Rodolfo), Anna Netrebko  (Mimi) et Nicole Cabell (Musetta).

- 2014 : Breathe - Umphefumlo, an adaptation of Puccini's La Bohème, réalisé par Mark Dornford-May, avec Mhlekazi Wha Wha Mosiea (Lungelo - Rodolfo) et Busisiwe Ngejane (Mimi) ; adaptation musicale de Mandisi Dyantyis - Production Isango Ensemble (en) (Afrique du Sud)[5],[6] L'action est transposée dans les townships de Capetown.

### Télévision
- 1974 : La Bohème, réalisé par Jonas Cornell, avec Helena Döse (Mimi) - informations fragmentaires
- 1980 : La Bohème, réalisé par André Flédérick, avec Kiri Te Kanawa (Mimì) et Plácido Domingo (Rodolfo)
- 1982 : La Bohème, réalisé par Kirk Browning, avec Teresa Stratas (Mimì) et José Carreras (Rodolfo)
- 1982 : La Bohème, réalisé par Brian Large, avec Ileana Cotrubas (Mimì) et Neil Shicoff (Rodolfo)
- 1986 : La Bohème avec Fiamma Izzo d'Amico (Mimì) et Luciano Pavarotti (Rodolfo)
- 1988 : La Bohème, réalisé par Brian Large, avec Mirella Freni (Mimì) et Luciano Pavarotti (Rodolfo)
- 1993 : La Bohème, réalisé par Geoffrey Nottage, avec Cheryl Barker (Mimì) et David Hobson (Rodolfo)
- 2002 : La Bohème, réalisé par Brian Large, avec Alexia Voulgaridou (Mimì) et Rolando Villazón (Rodolfo)
- 2003 : La Bohème, réalisé par Carlo Battistoni, avec Cristina Gallardo Domas (Mimì) et Marcelo Álvarez (Rodolfo)
- 2009 : La Bohème en banlieue[7], réalisé en direct par Felix Breisach, avec Maya Moog (Mimì), Saimir Pirgu (Rodolfo), Robin Adams (Marcello) et Eva Liebau (Musetta) - Coproduction Schweizer Fernsehen, Télévision suisse romande, RSI et Arte

### Théâtre
- 1996 : Rent, comédie musicale de Jonathan Larson qui transpose l'action dans les quartiers pauvres de New York
- 2014 : Mimi, scènes de la vie de bohème, opéra de Guillaume Vincent, librement inspiré de La Bohème de Giacomo Puccini